# Championnat du Costa Rica de football 1992-1993
Navigation
Saison précédente Saison suivante
La Primera División 1992-1993 est la 71e édition de la première division costaricienne.
Lors de ce tournoi, le LD Alajuelense a tenté de conserver son titre de champion du Costa Rica face aux onze meilleurs clubs costariciens.
La saison était divisée en deux phases, le vainqueur de la phase régulière et le vainqueur de la phase finale se sont disputé le titre de champion à la fin de la saison.
Lors de la première phase, chacun des douze clubs participant était confronté trois fois aux onze autres équipes. Puis les huit meilleurs se sont affrontés lors d'une phase finale en fin de saison.
Seulement deux places étaient qualificatives pour la Coupe des champions de la CONCACAF.

## Les 12 clubs participants
| \| / LD Alajuelense AD Carmelita CS Cartagines AD Guanacasteca CS Herediano AD Limonense Municipal Pérez Zeledon Municipal Puntarenas AD Ramonense AD San Carlos / Deportivo Saprissa Municipal Turrialba \| Localisation des clubs engagés dans le championnat. |
| / LD Alajuelense AD Carmelita CS Cartagines AD Guanacasteca CS Herediano AD Limonense Municipal Pérez Zeledon Municipal Puntarenas AD Ramonense AD San Carlos / Deportivo Saprissa Municipal Turrialba                                                           |

| Club                    | Stade                         | Capacité | Ville                  |
| LD Alajuelense          | Stade Alejandro Morera Soto   | 17 900   | Alajuela               |
| AD Carmelita            | Stade Carlos Alvarado         | 3 000    | Santa Bárbara          |
| CS Cartagines           | Stade José Rafael Meza        | 13 500   | Cartago                |
| AD Guanacasteca         | Stade Chorotega               | 4 000    | Nicoya                 |
| CS Herediano            | Stade Eladio Rosabal Cordero  | 8 100    | Heredia                |
| AD Limonense            | Stade Juan Gobán              | 3 000    | Puerto Limón           |
| Municipal Pérez Zeledon | Stade Municipal Pérez Zeledón | 6 000    | San Isidro del General |
| Municipal Puntarenas    | Stade Lito Pérez              | 4 100    | Puntarenas             |
| AD Ramonense            | Stade Carlos Roldan           | 5 000    | San Ramón              |
| AD San Carlos           | Stade Carlos Ugalde Álvarez   | 5 600    | Ciudad Quesada         |
| Deportivo Saprissa      | Stade Ricardo Saprissa        | 23 100   | San José               |
| Municipal Turrialba     | Stade Rafael Ángel Camacho    | 4 500    | Turrialba              |

## Première phase
Lors de la première phase les douze équipes s'affrontent à trois reprises selon un calendrier tiré aléatoirement.
Les huit meilleures équipes sont qualifiées pour la deuxième phase, le dernier du classement est relégué en Segunda División.
Le classement est établi sur l'ancien barème de points (victoire à 2 points, match nul à 1, défaite à 0).
Le départage final se fait selon les critères suivants :
- Le nombre de points.
- La différence de buts générale.
- La différence de buts particulière.
- Le nombre de buts marqué.

### Classement
| Rang | Équipe                  | Pts | J  | G | N | P | Bp | Bc | Diff |
| ---- | ----------------------- | --- | -- | - | - | - | -- | -- | ---- |
| 1    | CS Herediano            | 45  | 33 | 0 | 0 | 0 | 0  | 0  | 0    |
| 2    | LD Alajuelense (T)      | 40  | 33 | 0 | 0 | 0 | 0  | 0  | 0    |
| 3    | CS Cartagines           | 37  | 33 | 0 | 0 | 0 | 0  | 0  | 0    |
| 4    | Municipal Puntarenas    | 37  | 33 | 0 | 0 | 0 | 0  | 0  | 0    |
| 5    | Deportivo Saprissa      | 35  | 33 | 0 | 0 | 0 | 0  | 0  | 0    |
| 6    | Municipal Turrialba     | 34  | 33 | 0 | 0 | 0 | 0  | 0  | 0    |
| 7    | AD Carmelita            | 34  | 33 | 0 | 0 | 0 | 0  | 0  | 0    |
| 8    | AD Ramonense (P)        | 30  | 33 | 0 | 0 | 0 | 0  | 0  | 0    |
| 9    | Municipal Pérez Zeledon | 30  | 33 | 0 | 0 | 0 | 0  | 0  | 0    |
| 10   | AD Limonense            | 26  | 33 | 0 | 0 | 0 | 0  | 0  | 0    |
| 11   | AD San Carlos           | 21  | 33 | 0 | 0 | 0 | 0  | 0  | 0    |
| 12   | AD Guanacasteca         | 16  | 33 | 0 | 0 | 0 | 0  | 0  | 0    |

| Légende : Qualifications et relégations | Légende : Qualifications et relégations                                                            |
| --------------------------------------- | -------------------------------------------------------------------------------------------------- |
|                                         | Coupe des champions de la CONCACAF 1994 (4e Tour de qualification)                                 |
|                                         | Coupe des champions de la CONCACAF 1994 (3e Tour de qualification)                                 |
|                                         | Relégué en Segunda División                                                                        |
|                                         | En gras : Qualifié pour la deuxième phase (T) : Tenant du titre (P) : Promu de la saison 1991-1992 |

## Seconde phase
Les huit équipes qualifiées sont réparties dans deux groupes d'après leur classement général, puis les deux meilleurs de chaque groupe se qualifient pour les demi-finales.
Le classement est établi sur l'ancien barème de points (victoire à 2 points, match nul à 1, défaite à 0).
Le départage final se fait selon les critères suivants :
- Le nombre de points.
- La différence de buts générale.
- La différence de buts particulière.
- Le nombre de buts marqué.

### Classements
| Rang | Équipe               | Pts | J | G | N | P | Bp | Bc | Diff |
| ---- | -------------------- | --- | - | - | - | - | -- | -- | ---- |
| 1    | Municipal Turrialba  | 7   | 6 | 0 | 0 | 0 | 0  | 0  | 0    |
| 2    | CS Herediano         | 7   | 6 | 0 | 0 | 0 | 0  | 0  | 0    |
| 3    | AD Ramonense (P)     | 7   | 6 | 0 | 0 | 0 | 0  | 0  | 0    |
| 4    | Municipal Puntarenas | 3   | 6 | 0 | 0 | 0 | 0  | 0  | 0    |

| Légende : Qualifications et relégations | Légende : Qualifications et relégations                  |
| --------------------------------------- | -------------------------------------------------------- |
|                                         | Qualifié pour les demi-finales                           |
|                                         | (T) : Tenant du titre (P) : Promu de la saison 1991-1992 |

| Rang | Équipe             | Pts | J | G | N | P | Bp | Bc | Diff |
| ---- | ------------------ | --- | - | - | - | - | -- | -- | ---- |
| 1    | CS Cartagines      | 7   | 6 | 0 | 0 | 0 | 0  | 0  | 0    |
| 2    | LD Alajuelense (T) | 7   | 6 | 0 | 0 | 0 | 0  | 0  | 0    |
| 3    | Deportivo Saprissa | 5   | 6 | 0 | 0 | 0 | 0  | 0  | 0    |
| 4    | AD Carmelita       | 5   | 6 | 0 | 0 | 0 | 0  | 0  | 0    |

### Tableau
En cas d'égalité sur la somme des deux matchs, l'équipe ayant obtenu les meilleurs résultats lors de la phase de poule et sacrée vainqueur.
Les résultats de cette phase finale sont inconnus, la seule certitude est que le CS Cartagines l'a remporté.
|  |                     |            |               |            |            |  |  |        |        |        |        |        |
|  | 1/2 finale          | 1/2 finale | 1/2 finale    | 1/2 finale | 1/2 finale |  |  | Finale | Finale | Finale | Finale | Finale |
|  |                     |            |               |            |            |  |  |        |        |        |        |        |
|  |                     |            |               |            |            |  |  |        |        |        |        |        |
|  | Municipal Turrialba | (A1)       |               |            |            |  |  |        |        |        |        |        |
|  | Municipal Turrialba | (A1)       |               |            |            |  |  |        |        |        |        |        |
|  | LD Alajuelense      | (B2)       |               |            |            |  |  |        |        |        |        |        |
|  | LD Alajuelense      | (B2)       |               |            |            |  |  |        |        |        |        |        |
|  |                     |            |               |            |            |  |  |        |        |        |        |        |
|  |                     |            | CS Cartagines | (B1)       |            |  |  |        |        |        |        |        |
|  | CS Cartagines       | (B1)       | CS Cartagines | (B1)       |            |  |  |        |        |        |        |        |
|  | CS Cartagines       | (B1)       |               |            |            |  |  |        |        |        |        |        |
|  | CS Herediano        | (A2)       |               |            |            |  |  |        |        |        |        |        |
|  | CS Herediano        | (A2)       |               |            |            |  |  |        |        |        |        |        |

## Finale du championnat
Elle oppose le leader de la saison régulière au vainqueur de la seconde phase du championnat.
Cette finale a connu un déroulement mouvementé, après le match aller, le CS Cartagines a porté plainte devant la FEDEFUTBOL à propos du second but du CS Herediano marqué sur un pénalty alors qu'une vidéo montrait clairement que la faute avait eu lieu en dehors de la surface. Le club allant même jusqu'à saisir la FIFA pour avoir son opinion. Lors du match retour, à la 44e minute un supporter du CS Cartagines est entré sur le terrain et a été appréhendé, cependant le match a été interrompu et la FEDEFUTBOL a attribué la victoire au CS Herediano.
| Match aller  | CS Herediano     | 2:0 | CS Cartagines | Stade Eladio Rosabal Cordero |  |
| Jour inconnu | Buteurs inconnus |     |               |                              |  |

| Match retour | CS Cartagines | Match interrompu | CS Herediano   | Stade José Rafael Meza |  |
| Jour inconnu |               |                  | Buteur inconnu |                        |  |

## Bilan du tournoi
| Tableau d'Honneur |              |
| Compétition       | Vainqueur    |
| Primera División  | CS Herediano |

| Qualifications continentales 1993-1994 |               |
| Coupe des champions de la CONCACAF     | Qualifiés     |
| Quatrième tour de qualification        | CS Cartagines |
| Troisième tour de qualification        | CS Herediano  |

| Promotions et relégations   |                 |
| Relégué en Segunda División | AD Guanacasteca |
| Promu de Segunda División   | AD Belén        |